# Dicallaneura virgo
Dicallaneura virgo är en fjärilsart som beskrevs av James John Joicey och Talbot 1916. Dicallaneura virgo ingår i släktet Dicallaneura och familjen Riodinidae. Inga underarter finns listade i Catalogue of Life.